# Дрвеник Велики (Трогир)
Дрвеник Велики је насељено место у саставу града Трогира, на острву Дрвеник Вели, Сплитско-далматинска жупанија, Република Хрватска.

## Историја
До територијалне реорганизације у Хрватској налазио се у саставу старе општине Трогир.

## Становништво
На попису становништва 2011. године, Дрвеник Велики је имао 150 становника.
| Број становника по пописима | Број становника по пописима | Број становника по пописима | Број становника по пописима | Број становника по пописима | Број становника по пописима | Број становника по пописима | Број становника по пописима | Број становника по пописима | Број становника по пописима | Број становника по пописима | Број становника по пописима | Број становника по пописима | Број становника по пописима | Број становника по пописима | Број становника по пописима |
| --------------------------- | --------------------------- | --------------------------- | --------------------------- | --------------------------- | --------------------------- | --------------------------- | --------------------------- | --------------------------- | --------------------------- | --------------------------- | --------------------------- | --------------------------- | --------------------------- | --------------------------- | --------------------------- |
| 1857                        | 1869                        | 1880                        | 1890                        | 1900                        | 1910                        | 1921                        | 1931                        | 1948                        | 1953                        | 1961                        | 1971                        | 1981                        | 1991                        | 2001                        | 2011                        |
| 476                         | 1.406                       | 549                         | 684                         | 754                         | 914                         | 1.069                       | 925                         | 908                         | 878                         | 729                         | 469                         | 229                         | 145                         | 168                         | 150                         |

Напомена: До 1981. исказивано је под именом Велики Дрвеник. У 1869. и 1921. садржи податке за насеље Дрвеник Мали, а у 1869. и за насеље Винишће (општина Марина).

### Попис1991.
На попису становништва 1991. године, насељено место Дрвеник Велики је имало 145 становника, следећег националног састава:
| Попис 1991.‍  | Попис 1991.‍  | Попис 1991.‍ | Попис 1991.‍ | Попис 1991.‍ |
| ------------ | ------------ | ----------- | ----------- | ----------- |
|              |              |             |             |             |
| Хрвати       | Хрвати       |             | 131         | 90,34%      |
| Југословени  | Југословени  |             | 6           | 4,13%       |
| Муслимани    | Муслимани    |             | 5           | 3,44%       |
| неопредељени | неопредељени |             | 1           | 0,68%       |
| непознато    | непознато    |             | 2           | 1,37%       |
| укупно: 145  |              |             |             |             |